# The Two Sides
The Two Sides è un cortometraggio muto del 1911 diretto da David W. Griffith.

## Produzione
Il film fu prodotto dalla Biograph Company. Venne girato a San Gabriel, in California.

## Distribuzione
Distribuito dalla General Film Company, il film - un cortometraggio in una bobina - uscì nelle sale cinematografiche statunitensi il 1º maggio 1911.